# براندن بيترسن
براندن بيترسن هو سياسي أمريكي، ولد في 4 فبراير 1986. نشط حزبياً في الحزب الجمهوري لمينيسوتا ‏ والحزب الجمهوري. وقد انتخب عضو مجلس ولاية مينيسوتا ‏.